# Paola Paternoster
Paola Paternoster Carotenuto (Roma, 22 dicembre 1935 – San Donato Milanese, 26 giugno 2018) è stata una discobola, giavellottista, pesista e multiplista italiana.
Prese parte a due edizione dei Giochi olimpici: a Melbourne 1956 si classificò undicesima nel lancio del disco, mentre fu eliminata durante le qualificazioni del lancio del giavellotto; a Roma 1960 partecipò nuovamente alla gara del lancio del disco, ma non raggiunse i lanci di finale.
È stata 17 volte campionessa italiana in cinque differenti specialità dell'atletica leggera.

## Palmarès
| Anno | Manifestazione  | Sede      | Evento                 | Risultato      | Prestazione | Note |
| ---- | --------------- | --------- | ---------------------- | -------------- | ----------- | ---- |
| 1956 | Giochi olimpici | Melbourne | Lancio del disco       | 11ª            | 42,83 m     |      |
| 1956 | Giochi olimpici | Melbourne | Lancio del giavellotto | Qualificazione | 42,68 m     |      |
| 1960 | Giochi olimpici | Roma      | Lancio del disco       | Qualificazione | 43,11 m     |      |

## Campionati nazionali
- 1 volta Campionessa italiana nel salto in alto (1955)
- 5 volte Campionessa italiana nel getto del peso (1955, 1956, 1957, 1959 e 1960)
- 3 volte Campionessa italiana nel lancio del disco (1955, 1956 e 1957)
- 5 volte Campionessa italiana nel lancio del giavellotto (1956, 1957, 1959, 1960 e 1961)
- 3 volte Campionessa italiana nel pentathlon (1954, 1955 e 1956)

1954
- ai campionati italiani assoluti di atletica leggera, pentathlon - 4073 punti

1955
- ai campionati italiani assoluti di atletica leggera, salto in alto - 1,55 m
- ai campionati italiani assoluti di atletica leggera, getto del peso - 12,63 m
- ai campionati italiani assoluti di atletica leggera, lancio del disco - 45,52 m
- ai campionati italiani assoluti di atletica leggera, pentathlon - 4370 punti

1956
- ai campionati italiani assoluti di atletica leggera, getto del peso - 13,22 m
- ai campionati italiani assoluti di atletica leggera, lancio del disco - 44,95 m
- ai campionati italiani assoluti di atletica leggera, lancio del giavellotto - 44,48 m

1957
- ai campionati italiani assoluti di atletica leggera, getto del peso - 12,93 m
- ai campionati italiani assoluti di atletica leggera, lancio del disco - 44,74 m
- ai campionati italiani assoluti di atletica leggera, lancio del giavellotto - 42,95 m

1959
- ai campionati italiani assoluti di atletica leggera, getto del peso - 12,63 m
- ai campionati italiani assoluti di atletica leggera, lancio del giavellotto - 42,44 m

1960
- ai campionati italiani assoluti di atletica leggera, getto del peso - 13,36 m
- ai campionati italiani assoluti di atletica leggera, lancio del giavellotto - 43,26 m
- ai campionati italiani assoluti di atletica leggera, pentathlon - 3902 punti

1961
- ai campionati italiani assoluti di atletica leggera, lancio del giavellotto - 43,90 m